# Décathlon aux Jeux olympiques d'été de 1928
Pour un article plus général, voir Athlétisme aux Jeux olympiques d'été de 1928.
Navigation
Paris 1924 Los Angeles 1932
L'épreuve du décathlon aux Jeux olympiques de 1928 s'est déroulée les 4 et 5 août 1928 au Stade olympique d'Amsterdam, aux Pays-Bas. Elle est remportée par le Finlandais Paavo Yrjölä.

## Résultats
| Rang               | Athlète                | Pays            | Points    | Équivalence table actuelle | Notes |
| ------------------ | ---------------------- | --------------- | --------- | -------------------------- | ----- |
| Médaille d'or      | Paavo Yrjölä           | Finlande        | 8,053.290 | 6587                       | OR    |
| Médaille d'argent  | Akilles Järvinen       | Finlande        | 7,931.500 | 6645                       |       |
| Médaille de bronze | John Kenneth Doherty   | États-Unis      | 7,706.650 | 6428                       |       |
| 4                  | James Stewart          | États-Unis      | 7,624.135 | 6310                       |       |
| 5                  | Tom Churchill          | États-Unis      | 7,417.115 | 6165                       |       |
| 6                  | Helge Jansson          | Suède           | 7,286.285 | 6111                       |       |
| 7                  | Ludwig Vesely          | Autriche        | 7,274.850 | 6224                       |       |
| 8                  | Albert Andersson       | Suède           | 7,108.435 | 6031                       |       |
| 9                  | Henry Lindblad         | Suède           | 7,071.425 | 5906                       |       |
| 10                 | Wilhelm Ladewig        | Allemagne       | 6,881.520 | 5964                       |       |
| 11                 | Hugo Barth             | Allemagne       | 6,850.605 | 5885                       |       |
| 12                 | Tatsuo Toki            | Japon           | 6,757.605 | 5794                       |       |
| 13                 | Johan Meimer           | Estonie         | 6,733.150 | 5636                       |       |
| 14                 | Sven Lundgren          | Suède           | 6,727.045 | 5878                       |       |
| 15                 | Erwin Huber            | Allemagne       | 6,702.820 | 5789                       |       |
| 16                 | Martti Tolamo          | Finlande        | 6,642.115 | 5736                       |       |
| 17                 | Barney Berlinger       | États-Unis      | 6,619.375 | 5499                       |       |
| 18                 | Antoni Cejzik          | Pologne         | 6,356.280 | 5415                       |       |
| 19                 | Hermann Lemperle       | Allemagne       | 6,293.755 | 5484                       |       |
| 20                 | Stelios Benardis       | Grèce           | 6,149.910 | 5270                       |       |
| 21                 | Mátyás Farkas          | Hongrie         | 6,015.635 | 5180                       |       |
| 22                 | Yonetaro Nakazawa      | Japon           | 5,672.175 | 4795                       |       |
| 23                 | Gaston Étienne         | Belgique        | 5,256.625 | 4577                       |       |
| 24                 | Branko Kallay          | Yougoslavie     | 5,210.650 | 4487                       |       |
| 25                 | René Joannes-Powell    | Belgique        | 5,190.650 | 4780                       |       |
| 26                 | Gheorghe Csegezi       | Roumanie        | 5,081.605 | 4658                       |       |
| 27                 | Gérard Noël            | Belgique        | 4,606.740 | 4106                       |       |
|                    | Con O'Callaghan        | Irlande         |           |                            | DNF   |
|                    | Howard Ford            | Grande-Bretagne |           |                            | DNF   |
|                    | Gaston Médécin         | Monaco          |           |                            | DNF   |
|                    | Adolf Meier            | Suisse          |           |                            | DNF   |
|                    | Johannes Viljoen       | Afrique du Sud  |           |                            | DNF   |
|                    | Ion Haidu              | Roumanie        |           |                            | DNF   |
|                    | Gunnar Fredriksen      | Norvège         |           |                            | DNF   |
|                    | Gunnar Hagen           | Norvège         |           |                            | DNF   |
|                    | George Weightman-Smith | Afrique du Sud  |           |                            | DNF   |
|                    | Armas Wahlstedt        | Finlande        |           |                            | DNF   |
|                    | Virgil Ioan            | Roumanie        |           |                            | DNF   |